# 20-as busz (Sopron)
A soproni 20-as jelzésű autóbusz Jereván lakótelep és Győri út, Erzsébet Kórház végállomások között közlekedett.

## Története
2001 előtt a 20-as járat a megszűnése előtti viszonylatában közlekedett (a kórházig), azonban a TESCO áruház 2001-es átadását követően a 20-as busz útvonalán az Ipar körútig 20B jelzéssel egy betétjárat közlekedett, ami a 2001. június 10.-i menetrendváltással megszűnt, útvonalát a 20-as járat vette át. Ezzel egy időben indult el a 20K jelzésű betétjárat, amely alapjáratával azonos útvonalon, de csak a kórházig közlekedett 2012. április 30-ig, majd ezt követően újra visszaállt a régi rend, azaz a 20-as busz ismét csak az Erzsébet Kórházig közlekedik, a 20K járat pedig megszűnt. Innentől az Ipar körút csak az 5-ös busszal és betétjárataival érhető el. 
2008. április 14-től délután 16 óra után a TESCO áruházhoz nem közlekedtek helyi járatok, mert az áruházzal való megállapodás értelmében ez idő után a cég szerződéses autóbuszjárata szállította a vásárlókat.
 2010. április 12-től többször indul a TESCO áruház saját buszjárata, tehát ekkortól kevesebb 5T és 20-as busz érintette az áruházat.
 2022. október 22-től Sopron város önkormányzatának döntése alapján, az energiaválság következtében jelentős menetrendi változások és járatritkítások léptek érvénybe a városban. A módosítások értelmében a 20-as busz indulásait is jelentősen csökkentették.
 2022. december 11-én létrejött a 20Y jelzésű betétjárat, amely az Erzsébet Kórház után továbbközlekedett az Ipar körútra.
 2023. december 10-től jelentősen átszervezték a belváros buszhálózatát, néhány járat összevonásra került. A módosítások értelmében a 20-as és 20Y jelzésű autóbuszok a továbbiakban nem közlekednek, szerepüket az új 7-es és 27-es körjáratok, valamint azok betétjáratai veszik át, amelyek a korábbi 20-as buszok teljes útvonalát lefedik. A 20Y jelzésű járat korábbi indulási időpontjaiban viszont 5A busz indul az Ipar körút felé.

## Közlekedés
A vonalon Ikarus 260, Ikarus 280, Ikarus 415, Credo BC 11, Credo BN 12, Credo BN 18, Rába Premier 091, Mercedes-Benz Citaro, Mercedes-Benz Citaro G és MAN Lion’s City típusú járművek közlekedtek.
 
Az autóbusz utolsó menetrendje szerint munkanapokon 60-120 percenként közlekedett, hétvégén pedig csak néhány járat indult.

## Útvonal
| Jereván lakótelep → Győri út, Erzsébet kórház |
| --- |
| Jereván lakótelep végállomás – IV. László király utca – Teleki Pál út – Lackner Kristóf utca – Várkerület – Széchenyi tér – Erzsébet utca – Csengery utca – Kőszegi út – Győri út – Győri út, Erzsébet kórház végállomás |

| Győri út, Erzsébet kórház → Jereván lakótelep |
| --- |
| Győri út, Erzsébet kórház végállomás – Győri út – Csengery utca – Erzsébet utca – Állomás utca – Mátyás király utca – Széchenyi tér – Várkerület – Lackner Kristóf utca – Teleki Pál út – IV. László király utca – Jereván lakótelep végállomás |

## Megállóhelyek
| Távolság (km) | Idő (perc) | Megállóhely neve / korábbi neve(i)                 | Idő (perc) | Távolság (km) | Átszállási lehetőségek a 2023. december 9-ig érvényes menetrend szerint                                                                                    | Fontosabb nevezetességek, helyek, áruházak és intézmények a közelben |
| ------------- | ---------- | -------------------------------------------------- | ---------- | ------------- | --- | --- |
| 0             | 0          | Jereván lakótelep                                  | 19         | 4,9           | 1, 2, 3Y, 5, 5A, 5Y, 6, 7A, 7B, 10, 10B, 11, 11B, 12, 13, 17, 20Y, 27, 27B                                                                                 | Helyi buszvégállomás |
| 0,5           | 1          | IV. László király utca 5.                          | 17         | 4,4           | 3Y, 5, 5A, 5B, 10, 10B, 11, 11A, 11B, 20Y, 27Y | Posta Soproni Szakképzési Centrum Fáy András Két Tanítási Nyelvű Közgazdasági Technikum |
| 1,0           | 2          | Teleki Pál út 2.                                   | 16         | 3,9           | 1, 2, 3Y, 5, 5A, 5B, 5Y, 6, 7, 7A, 7B, 10, 10B, 11Y, 12, 13, 13B, 17, 20Y, 27, 27B                                                                         | McDonald’s étterem Sopron Pláza Káposztás utcai Stadion Ibolya-tó |
| 1,7           | 4          | Lackner Kristóf utca, autóbusz-állomás             | 15         | 3,3           | 1, 2, 3, 3Y, 4, 5, 5A, 5B, 5T, 5Y, 6, 7, 7A, 7B, 8, 10, 10B, 11Y, 12, 13, 13B, 14, 14B, 17, 20Y, 21, 27, 27B, 32, 33 Helyközi és távolsági autóbuszjáratok | Soproni autóbusz-állomás Soproni Rendőrkapitányság Káposztás utcai Stadion INTERSPAR áruház Vásárcsarnok                                                                                        |
| –             | –          | Várkerület, Festő köz                              | 13         | 2,8           | 1, 2, 3Y, 4, 5, 5A, 5B, 5T, 6, 10, 10B, 11Y, 12, 13, 13B, 14, 14B, 17, 20Y, 32, 33                                                                         | Tűztorony Városháza Mária-szobor Szentháromság-szobor Posta Szent György-templom Scarbantia Régészeti Park                                                                                      |
| 2,2           | 6          | Várkerület, Mária-szobor                           | –          | –             | 1, 2, 10, 10B, 20Y | Tűztorony Városháza Mária-szobor Szentháromság-szobor Posta Szent György-templom Scarbantia Régészeti Park                                                                                      |
| –             | –          | Várkerület, Árpád utca Várkerület 59. (Árpád utca) | 11         | 2,4           | 1, 2, 10, 10B, 20Y | Tűztorony Városháza Mária-szobor Szentháromság-szobor Posta Szent György-templom Scarbantia Régészeti Park                                                                                      |
| 2,7           | 8          | Várkerület, Ötvös utca Várkerület 87. (Ötvös utca) | 9          | 2,1           | 1, 2, 3Y, 4, 5, 5A, 5B, 5T, 6, 10, 10B, 11, 11A, 11B, 11Y, 12, 13B, 14, 14B, 20Y, 27Y, 32, 33                                                              | Liszt Ferenc Konferencia- és Kulturális Központ Soproni Petőfi Színház Posta Soproni Szent Júdás Tádé-templom SOE Lámfalussy Sándor Közgazdaságtudományi Kar Európa leghosszabb tere – Deák tér |
| 3,1           | 10         | Erzsébet utca                                      | –          | –             | 1, 2, 3Y, 4, 5, 5A, 5B, 5T, 6, 10, 10B, 11, 11A, 11B, 11Y, 12, 13B, 14, 14B, 17, 20Y, 22, 27Y, 32, 33                                                      | Liszt Ferenc Konferencia- és Kulturális Központ Soproni Petőfi Színház Posta Soproni Szent Júdás Tádé-templom SOE Lámfalussy Sándor Közgazdaságtudományi Kar Európa leghosszabb tere – Deák tér |
| –             | –          | Mátyás király utca, Deák tér                       | 7          | 1,8           | 1, 2, 3Y, 4, 5, 5A, 5T, 7, 7B, 10, 10B, 11, 11A, 11B, 11Y, 12, 20Y, 27, 27B, 27Y, 32                                                                       | Liszt Ferenc Konferencia- és Kulturális Központ Soproni Petőfi Színház Posta Soproni Szent Júdás Tádé-templom SOE Lámfalussy Sándor Közgazdaságtudományi Kar Európa leghosszabb tere – Deák tér |
| –             | –          | GYSEV pályaudvar                                   | 5          | 1,6           | 1, 2, 3Y, 4, 5, 5A, 5T, 7, 7B, 10, 10B, 11, 11A, 11B, 11Y, 12, 12V, 17, 20Y, 22, 27, 27B, 27Y, 32 Helyközi és távolsági autóbuszjáratok                    | Sopron vasútállomás GYSEV Zrt. SPAR szupermarket |
| 3,7           | 12         | Csengery utca, nyomda                              | 3          | 1,1           | 1, 2, 3Y, 4, 5, 5A, 5T, 7, 7B, 10, 10B, 11, 11A, 11B, 11Y, 12, 12V, 17, 20Y, 22, 27, 27B, 27Y, 32 Helyközi és távolsági autóbuszjáratok                    | Sopron vasútállomás GYSEV Zrt. SPAR szupermarket |
| –             | –          | Csengery utca 89.                                  | 2          | 0,7           | 4, 5, 5A, 5T, 5Y, 7, 7A, 7B, 11, 11A, 11B, 11Y, 17, 20Y, 22, 27, 27B, 27Y, 32 Helyközi és távolsági autóbuszjáratok                                        | Soproni Erzsébet Oktató Kórház és Rehabilitációs Intézet Posta |
| 4,3           | 14         | Kőszegi út 1.                                      | –          | –             | 4, 5, 5A, 5T, 5Y, 7, 7A, 7B, 11, 11A, 11B, 11Y, 17, 20Y, 22, 27, 27B, 27Y, 32 Helyközi és távolsági autóbuszjáratok                                        | Soproni Erzsébet Oktató Kórház és Rehabilitációs Intézet Posta |
| 5,1           | 16         | Győri út, Erzsébet Kórház                          | 0          | 0             | 7, 7B, 11, 11B, 20Y, 27, 27B | Soproni Erzsébet Oktató Kórház és Rehabilitációs Intézet Posta |